# Luis Filiberto García
Luis Filiberto García Hoyos (Cáceres, 10 de enero de 1993) es un jugador español de baloncesto. Mide 2,03 metros de altura y ocupa la posición de alero.
Se formó en las categorías inferiores del Cáceres 2016 Basket, club con el que debutó en la liga LEB Oro, la segunda en importancia del baloncesto en España, en la primera jornada de la temporada 2010/11 cuando sólo contaba con 17 años de la mano del técnico Gustavo Aranzana.
En julio de 2011 se confirmó que abandonaba el conjunto extremeño para pasar a formar parte de la plantilla del equipo EBA del Real Madrid.
En agosto de 2017 ficha por el Killester Basketball Club, fundado el 1 de julio de 1967, que juega en la 1.ª División de Irlanda jugando de Alero. Realiza una gran temporada quedando en segunda posición.
En agosto de 2018 renueva por el Killester Basketball.
En 2019, sufre una grave lesión de rodilla que le obliga a apartarse de las canchas. Obligado a reinventarse, descubre en la escritura una nueva pasión, convirtiendo su dolor y sus sueños rotos en inspiración para convertirse en novelista.
Comienza así su nueva andadura como escritor, publicando su primer y único título, Me la metistes, aclamado por público y prensa. Su obra, cargada de honestidad, humor y superación, refleja el viaje personal de un joven que, tras perderlo todo en el deporte, encontró en las palabras una nueva forma de soñar.
Tras su rápido paso por la consultora energética Alten, en 2020 comenzó una nueva aventura en Capital Energy. 
Actualmente se encuentra feliz en dicha empresa, dedicando su tiempo libre a deportes como el pádel o el snowboard y por las noches en las Claras y en calle Pizarro.

## Clubes
- Categorías inferiores Cáceres 2016 Basket.
- 2010-11. LEB Oro. Cáceres Ciudad del Baloncesto.
- 2011-16 EBA. Real Madrid
- 2017- Killester https://www.facebook.com/killester.basketballclub/
- 2023-Panathimankos